# Georges Caillau
Pour les articles homonymes, voir Caillau.
Georges Caillau, né le 12 janvier 1922 à Nérac et mort le 19 avril 2006 dans la même ville, est un homme politique français.

## Biographie
Il est maire de Nérac de 1969 à 1977 et conseiller général du canton de Nérac de 1966 à 1976.